# 桃園市立龜山國民中學
桃園市立龜山國民中學（英文：Guei Shan Junior High School），簡稱龜山國中、龜中，位於中華民國桃園市龜山區。

## 歷史沿革
- 2002年：於壽山國中辦公室成立桃園縣立龜山國民中學籌備處。
- 2004年：成立桃園縣立龜山國民中學，正式招收第一屆國一新生。
- 2009年：成立體育班，正式招棒球及射擊專長學生。
- 2014年：12月25日，因應桃園縣升格改制為直轄市，更名為桃園市立龜山國民中學。

## 歷任校長
| 任期 | 姓名       | 任職日期  | 離職日期  | 備註                                                         |
| ---- | ---------- | --------- | --------- | ------------------------------------------------------------ |
| 1    | 賴正宗先生 | 2002年8月 | 2012年7月 | 原桃園縣立竹圍國民中學校長轉任，調任桃園縣立楊光國民中小學。 |
| 2    | 徐小玲女士 | 2012年8月 | 2016年7月 | 原桃園縣立自強國民中學校長轉任，調任桃園市立龍岡國民中學。   |
| 3    | 范菁華女士 | 2016年8月 | 2024年7月 | 原桃園市立永安國民中學校長轉任，調任桃園市立光明國民中學。   |
| 4    | 黃詩清先生 | 2024年8月 | 現任      | 原桃園市立光明國民中學代理校長升任。                         |

## 學區
龜山里、楓樹里、楓福里、精忠里、嶺頂里、新路里（第1－12、39鄰）、中興里（第1－26鄰)【為龜山、幸福、青溪國中共同學區】、大同里（全里）【為龜山、幸福國中共同學區】、新嶺里（全里）【為龜山、幸福國中共同學區】、兔坑里（全里）【為龜山、幸福國中共同學區】、福源里（全里）【為龜山、幸福國中共同學區】、舊路里（全里）【為龜山、大崗國中共同學區】、陸光里（全里）【為龜山、青溪國中共同學區】。

## 學校週邊
- 銘傳大學桃園校區
- 壽山高中
- 世紀綠能工商
- 龜山國小
- 壽山國小
- 新路國小
- 楓樹國小
- 自強國小

## 外部連結
- 桃園市立龜山國民中學 （页面存档备份，存于）